# Anacroneuria boraceiensis
Anacroneuria boraceiensis är en bäcksländeart som beskrevs av Froehlich 2004. Anacroneuria boraceiensis ingår i släktet Anacroneuria och familjen jättebäcksländor. Inga underarter finns listade i Catalogue of Life.